# Reavers (cómic)
Los Reavers —Cosechadores en España— son un equipo ficticio de cyborgs criminales que aparecen en los cómics estadounidenses publicados por Marvel Comics. El equipo más importante de Reavers se dedicó a la destrucción de los mutantes X-Men, y varios de ellos especialmente querían vengarse de un X-Man en particular, Wolverine/Lobezno. El nombre fue utilizado originalmente por una banda de cyborgs australianos. El nombre más tarde se refirió a un grupo bajo el liderazgo de Donald Pierce, formado por los tres sobrevivientes de los Reavers originales junto con otros cyborgs. 
Estos Reavers no deben confundirse con los Reavers del planeta Arcturus IV, que existen en el futuro de la realidad alternativa Tierra-691 y están involucrados en las historias de los miembros de Guardianes de la Galaxia, Starhawk/Halcón Estelar y Aleta.
Los Reavers aparecieron en la película Logan de 2017 con su líder Donald Pierce interpretado por Boyd Holbrook.

## Historial de publicaciones
Los Reavers aparecieron por primera vez en Uncanny X-Men  # 229, en mayo de 1988 y fueron creados por Chris Claremont y Marc Silvestri.

## Biografía ficticia

### Origen
El fundador de los Reavers fue Donald Pierce, el Alfil Blanco del Club Fuego Infernal, que era en realidad un cyborg. Otros tres miembros futuros de los Reavers, Cole, Macon y Reese antes eran mercenarios contratados por el Círculo Interno del Club. En la misma noche en que conoció a Pierce, el x-man Wolverine también se encontró con un escuadrón de mercenarios del Club que había sido enviados para encontrarlo y matarlo. Wolverine atacó a tres de ellos (Cole, Macon y Reese) con sus garras de adamantium, dejando a los tres gravemente heridos. Pierce entonces los convirtió a los tres en cíborgs. Cole, Macon y Reese tomaron a Wolverine prisionero cuando el Círculo Interno atacó la sede de los X-Men meses más tarde, pero Wolverine derrotó a los tres hombres una vez más. Se les vio de nuevo trabajando directamente para Donald Pierce cuando este se rebeló contra el resto del Club Fuego Infernal.
A su vez, Lady Deathstrike/Dama Mortal se había transformado en un cyborg gracias a la tecnología de la hechicera extradimensional Espiral, en un intento de obtener los medios para matar a Wolverine. Luego, ella dirigió a Cole, Macon y Reese en un intento fallido de matar a Wolverine en Manhattan.

### Actividad criminal
Mientras tanto, un grupo de ladrones cyborg que se hacen llamar "los Reavers", habían estado operando desde una base en el outback de Australia, en un complejo subterráneo bajo la ciudad de Cooterman's Creek. Los Reavers actuaron como un equipo tipo comando de ladrones, al parecer, con decenas de miembros. Su base era un pueblo fantasma que fue equipado con computadoras inexplicablemente avanzadas. Los Reavers manipularon al teletransportador mutante aborigen llamado Gateway/Pórtico para teletransportarse de Australia a lugares de todo el mundo para llevar a cabo sus robos violentos. En uno de esos casos, Bonebreaker condujo a los Reavers en un robo al Banco Internacional Hoan de Singapur, y secuestraron y lavaron el cerebro a Jessan Hoan, presidenta del banco. Informados de la existencia de los Reavers por Roma, los X-Men derrotaron a los Reavers y los expulsaron de su base australiana, que luego adaptaron para su propio uso. Los X-Men destruyeron a algunos de los Reavers y obligaron al resto para entrar en el místico Siege Perilous. Sin embargo, tres Cosechadores (Niño Bonito, Abrecráneos y Rompehuesos), escaparon.
Los Reavers se pusieron entonces bajo la dirección de Donald Pierce, que reorganizó el equipo como un escuadrón de asesinos para llevar a cabo operaciones paramilitares de estilo comando, y dedicado a dar batalla a los X-Men en particular, y la eliminación de mutantes sobrehumanos en general. Pierce combinó a los tres sobrevivientes de los Reavers originales, con Lady Deathstrike y los tres ex mercenarios del Club Fuego Infernal en un equipo formidable. Mientras los X-Men, cuyo número había disminuido, se encontraban fuera de su base australiana, los Reavers retomaron la ciudad fantasma. Cuando Wolverine regresó de un permiso de ausencia en Madripoor para encontrar que los X-Men habían partido, él fue tomado por sorpresa, capturado, torturado y crucificado por los Reavers. En tanto, la x-man Psylocke/Mariposa Mental quien tuvo una premonición del peligro, tomó medidas drásticas para escapar cuando los X-Men fueron teletransportados de la ciudad fantasma. A través de sus poderes telepáticos, forzó al resto de X-Men (incluida ella misma) para viajar a través del Siege Perilous. Wolverine más tarde, escapa de los Reavers sólo con ayuda de la joven Júbilo. Los Reavers luego atacaron la Isla Muir, con la teoría de que era el destino más probable de Wolverine. Lucharon contra Fuerza Libertad y el equipo alternativo de X-Men de Moira MacTaggert. Ellos mataron a Stonewall de Fuerza Libertad, y al morlock Sunder. Durante el asalto a la Isla Muir, Skullbuster fue dañado seriamente por Forja. Más tarde, Pierce rescató a una piloto gravemente herida llamado Cylla Markham, quien accedió a convertirse en un cyborg.
Alrededor de este tiempo, tres Reavers, Bonebreaker, Reese y Pretty Boy, son enviados a un almacén de Nueva York, donde se encuentran con Microchip, un asociado de Punisher. Los Reavers se enfrentan contra Punisher usando un exoesqueleto robótico. En el tiroteo, los Reavers matan a un primo de Microchip. Los Reavers finalmente son derrotados por Punisher, que daña severamente a Bonebreaker.
Los Reavers luego atacaron con éxito a Frost Technotics, la empresa de Emma Frost. Pronto capturaron a la x-man Rogue/Pícara, que había regresado desde el interior del Siege Perilous, aunque Rogue fue rescatado luego por Ms. Marvel. Pierce creó un androide llamado Elsie-Dee y un androide doble de Wolverine llamado "Albert", para matar a Wolverine. El intento fracasó, sin embargo, cuando Elsie-Dee se rebeló contra su programación.

### Advenedizos y humanos
Como parte del juego de los Upstarts, Trevor Fitzroy envía sus propios centinelas al escondite australiano de los Reavers para matar a Pierce y a cualquier otra persona que encuentren allí. En la batalla subsiguiente, solo Pierce, Lady Deathstrike y Cylla escapan de la masacre, Pierce aparentemente solo llega al Club Fuego Infernal antes de ser "asesinado". Cylla más tarde resurge, aliándose con Bloodscream/Hemorragia en un intento de asesinar a Wolverine. Sin embargo, Bloodscream la traiciona y le quita la vida, matándola.
Sin embargo, la mayoría de los Reavers sobreviven de alguna manera a sus supuestas muertes. Más tarde regresan para luchar contra los X-Treme X-Men en nombre del Rey Sombra.
Donald Pierce reúne un nuevo grupo de Reavers, compuesto por jóvenes humanos anti-mutantes (con la excepción de Elixir, quien en ese momento no sabía que era un mutante). Ellos son derrotados por Karma, Elixir y un puñado de jóvenes mutantes. El grupo luego saca a Pierce de la prisión, pero con Elixir como cebo, son atraídos a una emboscada y capturados por los mismos cinco mutantes que detuvieron a Pierce cuando traicionó por primera vez el Círculo Interno del Club Fuego Infernal.

### Messiah Complex
Los Reavers reaparecieron en la saga Messiah Complex, bajo la dirección de Lady Deathstrike. A juzgar por el diseño de sus trajes, estos nuevos Reavers son miembros ya existentes de los Purifiers/Purificadores actualizados con la cibernética en lugar de los miembros del equipo original. Los Reavers consiguen localizar y hacer frente a Cable en Alberta, Canadá, antes de ser atacado por la nueva Fuerza-X.
En la batalla que siguió, Deathstrike y los Reavers fueron derrotados por el equipo de ataque de Wolverine, pero antes, mataron al mutante Caliban.

## Integrantes

### Primer equipo
- Bonebreaker (Rompehuesos)
- Skullbuster (Abrecráneos)
- Pretty Boy (Niño Bonito)
- Varios otros miembros (fallecidos)

### Segundo equipo
- Donald Pierce (líder)
- Lady Deathstrike (Dama Mortal)
- Cole (fallecido)
- Macon (fallecido)
- Reese (fallecido)
- Bonebreaker
- Skullbuster
- Pretty Boy
- Cylla Markham

### Tercer equipo
- Donald Pierce (líder)
- Elixir (Joshua Foley)
- Duncan
- Varios otros miembros anónimos

### Cuarto equipo
- Lady Deathstrike (líder)
- Varios otros miembros anónimos (todos se presumen fallecidos)

## Otras versiones

### Era de Apocalipsis
Los Reavers son traidores humanos al servicio de Apocalipsis.

### Ultimate Reavers
En esta línea alterna, los Reavers no son villanos, sino un grupo de gladiadores humanos sometídos a cirugía para convertirse en cíborgs. Ellos están al servicio de Deadpool.

## En otros medios

### Televisión
- Los Reavers, dirigidos por Lady Deathstrike, aparecieron en la serie animada X-Men. Aparece con Bonebreaker, Pretty Boy, Murray Reese, Skullbuster y Wade Cole. Los Reavers hacen un truco que lleva a Wolverine a los túneles donde planean usarlo para abrir una nave alienígena que Lady Deathstrike encontró. Cuando se abre la nave, el extraterrestre termina por succionar la fuerza vital de los Reavers. Wolverine y Lady Deathstrike tuvieron que trabajar juntos para derrotar al alienígena. Una vez que el alienígena es derrotado, la fuerza vital de los Reavers son devueltos a sus cuerpos. Donald Pierce sería en cambio un miembro del Círculo Interior (el nombre alterno en esta serie de TV para el Club del Fuego del Infierno) en vez de esta continuidad, como se ve en la parte 4".

- Los Reavers, dirigidos por Espiral, aparecieron en la serie animada Wolverine and the X-Men. Se muestran como sirvientes de Mojo y Spiral y los Reavers identificados son Murray Reese, Wade Cole, Angelo Macon, y una mujer llamada Ricochet.

### Cine
- Los Reavers aparecen en la película Logan, estrenada en 2017.[24][25] Los miembros conocidos son Bonebreaker, Pretty Boy, Angelo Macon, Danny Rhodes y Mohawk. En el año 2029, los Reavers son una fuerza de seguridad mejorada para el Proyecto Transigen dirigido por Donald Pierce y todos están bajo el empleo del Dr. Zander Rice, quien dirige el Proyecto Transigen.

### Videojuegos
- Los Reavers (a través de Bonebreaker) aparecen como un ejército de soldados para Magneto en el juego de arcade X-Men de 1992.
- Los Reavers también aparecen en el juego arcade The Punisher de Capcom, con Bonebreaker como jefe de escenario y muchos cyborgs Pretty Boy en diferentes etapas.
- Los Reavers aparecen en el final de Strider Hiryu en el juego Ultimate Marvel vs. Capcom 3.
- Los Reavers aparecen en Marvel Heroes. Mientras Lady Deathstrike y Bonebreaker son miembros conocidos, los soldados de infantería de los Reavers consisten en Dr. Reaversteins, Mighty Max, Reaver Berserkers, Reaver Blitzkriegs, Reaver Hellhounds, Reaver Maniacs, Reaver Psychotics y Reaver Savages.